# Nosferatu (datorspel)
Nosferatu (ノスフェラトゥ?) är ett actionspel, utvecklat och utgivet av SETA Corporation. Spelsläppet var ursprungligen planerat runt 1991-1992, men blev flera gånger försenat, innan det släpptes 1994.

## Handling
En ung man rider till vampyren Nosferatus slott för att besegra honom, och rädda sin bortrövade flickvän.

### Fotnoter
1. 1 2 3  Nosferatu Arkiverad 25 april 2014 hämtat från the Wayback Machine. på Gamefaqs
2. ↑  Composer information på SNES Music
3. 1 2  ”Nosferatu” (på svenska). Super Power (Solna) (3 1995). mars 1995. Läst 25 april 2014.